# 류화칭

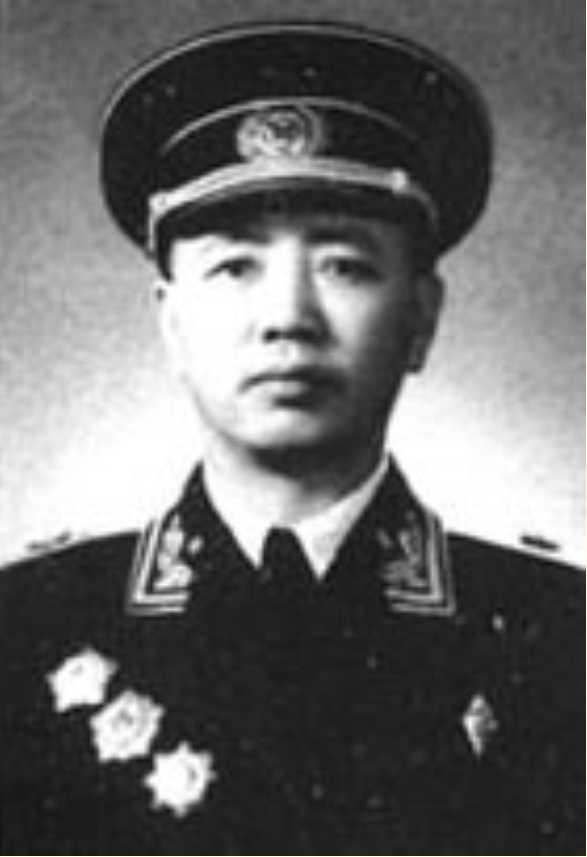

류화칭(중국어 간체자: 刘华清, 정체자: 劉華清, 병음: Liú Huáqīng, 한자음: 유화청, 1916년 10월 1일 - 2011년 1월 14일)은 중화인민공화국의 군인 겸 정치인이다. 최종 계급은 상장으로 중국 인민해방군 해군 사령원(사령관)과 제14기 중국 공산당 중앙정치국 상무위원, 중앙군사위원회 부주석, 중화인민공화국 중앙군사위원회 부주석 등을 역임했다.

## 생애
1929년 10월 중국 공산주의 청년단에 가입했고, 이듬 해 12월 중국공농홍군(홍군)에 입대했다. 그리고 1935년 10월, 중국 공산당에 입당했다. 국공 내전 시기에 제2야전군에 소속되어 있었다. 당시 제2야전군의 정치 위원은 덩샤오핑이었으며, 류화칭은 제2야전군 제3군단 제11군정 지부 주임으로서 덩샤오핑의 휘하에 있었다.
중화인민공화국 건국 이후에는 해군으로 복무했다. 1954년, 소비에트연방 레닌그라드(현재의 상트페테르부르크)의 보로실로프라는 이름의 해군 학교에 유학하여, 해군 지휘를 전공했다. 유학 중이던 1955년, 해군 소장으로 진급했다. 1958년 이후, 해군 뤼순 기지 제1부사령원 겸 참모장, 북해함대 부사령원 겸 뤼순 기지 사령원, 국방부 제7연구원 원장 등을 역임했다. 1965년, 제6기계공업부 부부장 겸 당위원회 상무위원으로 임명되었다. 국방부 제7연구원 원장은 계속 겸했다. 1966년 이후, 국방과학위원회 부주임과 해군 부참모장을 역임한다. 1975년 이후, 중국과학원의 당조 핵심영도소조원이 된다. 국방과학위원회 부주임은 계속 겸했다.
1979년, 해군 참모장 조리와 부참모장이 되었으며, 1982년 8월 해군 사령원 겸 해군 당위원회 부서기로 취임했다. 같은 해 9월, 공산당 제12차 전국대표대회에서 당중앙위원으로 선출되었다. 그 해 류화칭은 덩샤오핑의 명령을 받아 제1열도선(列島線)을 제기했다. 해군의 근대화를 추진하여, 중국 해군에게 항공모함이 필요하다라고 일관되게 주장했다. 1985년 9월, 중앙위원을 은퇴하여 당 중앙 고문위원회 위원이 되었다. 1987년 11월, 당 중앙군사위원회 위원이 되었고, 중앙군사위원회 부비서장에 취임한다. 1988년 1월, 해군 사령원을 퇴임하여, 4월에 국가 중앙군사위원회 위원으로 선출되었다. 같은 해 9월, 상장 계급이 수여된다.
1989년 11월, 제13기 5중전회에서 장쩌민이 당 중앙군사위원회 주석으로 취임했다. 덩샤오핑은 64 천안문 사건을 계기로 군에 대한 영향력을 강화한 두 명의 사촌 형제 양상쿤과 양바이빙을 견제하기 위하여, 군이 장쩌민의 후견인 역할을 하도록 하기 위해, 중앙고문위원회 들어간 이후 중간에 군에서 은퇴하면서, ‘야심이 없는 인망가’ 인 류화칭을 당 중앙군사위원회 부주석으로 임명했다.
1992년의 제14기 1중전회에서 양상쿤 형제가 군에서 추방된 반면, 류화칭은 당 중앙정치국 상무위원 겸 중앙군사위원회 상무 부주석으로 승진했다. 과거에는 군인(정치위원) 출신인 덩샤오핑이나 저우언라이등이 정치국 상무위원이 된 적은 있었지만, 반은퇴하고 있었다고는 해도, 군인이 게다가 해군 사령원이 정치국 상무위원이 된 적은 1990년대 이후에서는 이 때가 유일했다. 다음 해 1993년 3월의 제8기 전국인민대표대회 제1차 회의에서, 국가 중앙군사위원회 부주석으로 선출되었다.
1997년의 제15차 당대회에서 정치국 상무위원 겸 중앙군사위원회 상무 부주석에서 퇴임했다. 다음해 1998년 3월의 제9기 전국 인민대표대회 제1차 회의에서 국가 중앙군사위원회 부주석도 함께 퇴임함으로써 정계에서 은퇴했다.
2011년 1월 14일, 94세의 나이에 병으로 베이징 시내에서 사망했다.